# 製鉄駅
製鉄駅（チェチョルえき）は、大韓民国慶尚北道浦項市南区にかつて存在した韓国鉄道公社（KORAIL）槐東線の駅である。

## 歴史
- 1975年7月1日：開業[1]。
- 2005年7月1日：ポスコ社員専用の通勤列車廃止。[2]
- 2005年9月15日：廃止。

## 隣の駅
韓国鉄道公社
槐東線（貨物線）
槐東駅 - 製鉄駅